# Decretum Gelasianum
Il Decretum Gelasianum (titolo completo: Decretum Gelasianum de libris recipiendis et non recipiendis) è un documento del VI secolo contenente, tra le altre cose, un elenco di opere religiose da considerare canoniche, una lista dei sinodi e degli scrittori ecclesiastici riconosciuti, e un altro elenco che indica le opere da rigettare.

## Contesto
Sul finire del V secolo Girolamo aveva completato la redazione della prima versione della Vulgata, traduzione della Bibbia dal greco al latino. A Costantinopoli, alla corte di Giustiniano I, Giunillo traduceva dal siriaco al latino il commento alla Bibbia di Paolo di Bassora, Metropolita di Nisibi.
Il senatore romano Cassiodoro menziona l'esistenza di un commento attribuito a Gelasio all'epistolario paolino, al quale preferì il commento di altre versioni della Bibbia conservate o tradotte in latino presso il monastero di Vivarium.
Quindi, oltre all'elenco dei libri apocrifi e di quelli canonici, esistevano anche una prima versione del testo latino consolidata nella Chiesa cattolica, edizioni latine annotate e commentate da Cassiodoro, dai monaci del Vivarium e dai teologi siriaci.

## Attribuzione
Tradizionalmente attribuito a papa Gelasio I (492-496), è in realtà originario della Gallia meridionale del VI secolo, anche se alcune parti possono essere fatte risalire a papa Damaso I (di cui riprende il De explanatione fidei) e all'ambiente romano.

## Struttura dell'opera
L'opera si divide in 5 parti:
- la prima parte descrive i sette doni dello Spirito Santo che entrano in Cristo dando per ognuna una definizione, seguita dalle dispensazioni di Cristo e varie relazioni tra Dio Padre, Figlio e Spirito Santo con l'uomo;
- la seconda parte elenca i libri che fanno parte delle Sacre Scritture, divisi tra Antico Testamento e Nuovo Testamento;[3]
- la terza parte è un decretale sui libri che devono essere accolti e quelli che non devono essere accolti dalla Chiesa;
- la quarta parte contiene l'elenco dei sinodi e degli scrittori ecclesiastici riconosciuti;
- la quinta parte elenca gli scritti rifiutati dalla Chiesa (libri apocrifi).

## Versioni del decreto
Si sono conservate due versioni del decreto gelasiano: 
- «breve», che parte dalla terza parte (o capitolo) sino alla quinta;
- «lunga», che contiene tutti e cinque i capitoli del decreto.